# Myxotrichaceae
Myxotrichaceae is een familie van schimmels, die behoort tot de ascomyceten. De familie omvat zeven geslachten. De schimmels van deze familie komen buiten voor in de grond. Binnen komen ze voor in papier, op vochtige wanden en rottende materialen.
Het ascocarp is een gymnothecium. Dat is een naakte ascocarp, zo genoemd omdat het niet bedekt wordt door een beschermende laag, zoals een peridium of een pseudoparenchymatisch weefsel. Bij Myxotrichum vormen de buitenste hyfen borstels, de zogenaamde setae. Deze bestaan uit stralen dikwandige, gekleurde, stijve hyfen. Als het sporenzakje bewogen wordt door bijvoorbeeld wind, water, mijten of insecten, vallen de sporen door openingen tussen de stralen van het hyfenvlechtwerk naar buiten. Myxotrichum deflexum produceert een rozerood pigment, dat op papier vlekken achterlaat.

## Geslachten
De volgende geslachten behoren tot deze familie:
- Geomyces
- Malbranchea
- Myxotrichum
- Oidiodendron
- Pseudogymnoascus